# 地域団体商標
地域団体商標（ちいきだんたいしょうひょう）とは、日本の商標法において、地域の名称と商品または役務の名称を普通に用いられる方法で表示する文字のみからなる商標等であって、一定の範囲で周知となったため、事業協同組合、農業協同組合等が商標登録を受ける商標をいう。
商標法の原則では、地域名と商品などの普通名称とを単に組み合わせたものは登録できない（商標法3条1項3号）。しかし、これでは地域ブランドの保護に欠けるという問題が生じていた。そこで2005年（平成17年）の商標法の一部改正により、地域8団体商標制度が導入され、2006年4月1日から商標登録の出願の受付が開始された。2006年10月27日に第一弾として52件が登録され、その後も登録件数は増加している。登録された地域団体商標の一覧については、「地域団体商標の一覧」を参照のこと。

## 商標法による保護

### 商標登録を受けられる者
地域団体商標の商標登録は、誰でも受けられるものではない。商標登録ができるのは、
1. 特別の法律によって設立された法人格を有する組合であり、構成員となる資格を有する者の加入の自由が設立根拠法によって担保されているもの
2. 商工会
3. 商工会議所
4. 特定非営利活動法人のいずれか、またはこれらに相当する外国の法人

のみである（商標法7条の2第1項）。1の組合の例としては、中小企業等協同組合法により設立される事業協同組合（加入の自由は同法14条に規定）、農業協同組合法（加入の自由は同法20条に規定）によって設立される農業協同組合などがある。
商工会、商工会議所、特定非営利活動法人による登録は、本制度の発足時には認められていなかったが、これらの団体が普及に取り組む地域ブランド保護に対するニーズの高まりから、平成26年（2014年）の商標法改正により、登録が認められるようになった。
商標登録出願の際には、出願人が組合等であることを証明する書面、および、登録を受けようとする商標が地域の名称を含むことを証明する書類の提出が必要である（商標法7条の2第4項）。これらの書類を提出しない場合は、特許庁長官による補正命令（書類を提出すべき旨の命令）がされ（準用する特許法第17条第3項）、提出がない場合は出願が却下される（準用する特許法第18条第1項）。
また、株式会社や自然人など、明らかに商標登録を受けられない者によって出願がされた場合は、それらの書類を提出できないことは明らかであるため、補正命令がされることなく出願は却下される（準用する特許法第18条の2）。

### 商標登録を受けられる商標
地域団体商標として登録を受けようとする商標は、以下の要件を満たす必要がある（商標法7条の2第1項）。
1. 組合自身または構成員が使用する商標であること。
2. 商標が使用された結果、組合自身または構成員の業務に係る商品または役務を表示するものとして需要者の間に広く認識されていること。「広く認識されている」の範囲が問題となるが、特許庁の審査実務では、日本全国に広く知られていなくても、例えば、隣接都道府県に及ぶ程度に知られていれば、本要件を満たすものと扱う。日本全国に広く知られている商標はこれまでも登録を受けられていたため（3条2項）、地域団体商標制度を導入した意義が失われるからである。
3. 地域の名称と商品または役務の名称等を普通に用いられる方法で表示する文字のみからなる商標であること。具体的には、以下の類型のいずれかに該当する文字のみであること。
  1. 地域の名称＋商品または役務の普通名称
（例）「大間まぐろ」、「草加せんべい」
  2. 地域の名称＋商品または役務を表示するものとして慣用されている名称
（例）「美濃焼」、「有馬温泉」（「焼」は陶磁器を、「温泉」は入浴施設や宿泊施設の提供の役務を表示するものとして慣用されている名称である。）
  3. 上記＋商品の産地または役務の提供の場所を表示する際に付される文字として慣用されている文字
（例）「仙台名産笹かまぼこ」（商品の産地または役務の提供の場所を表示する際に付される文字として慣用されている文字の例としては、「名産」、「特産」などがある。一方、「元祖」、「本家」、「特選」などは、これに該当しない。）
4. 商標に含まれる地域の名称は、商品の産地や役務の提供地の名称であるなど、商品または役務と密接な関連性を有すること（商標法7条の2第2項）。

なお、地域の名称のみの商標、商品や役務の名称のみの商標は商標登録を受けることができない。たとえば、「イセエビ」や「サツマイモ」も、形式的には地域の名称（伊勢、薩摩）と商品の普通名称（エビ、イモ）の組み合わせからなる語であるが、これらの語は既に普通名称と認識され、伊勢地方産のエビや、薩摩地方産のイモといった地域ブランドを表示するものとは認識されないから、商標登録を受けることができない。
また、地域の名称と商品または役務の名称等を表示する文字を含む商標であっても、識別力を有する図形と組み合わされた商標や特殊な書体の文字によって表示する商標は、そもそも商標法3条1項3号～6号に該当しないから、地域団体商標としてではなく、団体商標または通常の商標として登録を受けることとなる。地域団体商標の登録出願をしてしまったとしても、出願後、団体商標または通常の商標の登録出願に変更できる（商標法第11条第2項）。

### 指定商品・役務
商品に付された地域団体商標を目にする需要者は、その商品と、地域団体商標中の地名との間の密接な関連性を期待することになる。したがって、地域団体商標が、それに含まれる地名とは関連しない商品について使用された場合、需要者は品質や役務の質を誤認するおそれがある。このような商標と指定商品（役務）の組み合わせによる商標登録出願は、商標法第4条第1項第16号の規定により拒絶される。
たとえば、商標を「○○りんご」（○○は地名）、指定商品を「りんご」とした地域団体商標の商標登録出願がされた場合、商標「○○りんご」が、○○以外を産地とするりんごに使用された場合には原産地の誤認が生じるから、このままでは商標法第4条第1項第16号の規定により商標登録を受けられない。この場合、指定商品を「りんご」ではなく「○○産のりんご」として出願することにより、商標登録を受けられる。指定商品を「りんご」として出願してしまった場合には、「りんご」を「○○産のりんご」などに補正することにより、商標登録を受けられる。

### 複数団体による同一商標の出願
特許庁の審査実務では、同一地域における複数の団体が、同一商標および同一指定商品について商標登録出願をした場合であって、すべての団体が周知となっている場合には、商標法第4条第1項第10号の規定により、出願の順序が問われることなく、すべての団体の商標登録出願が拒絶される。ここで拒絶理由を解消し、すべての団体が商標登録を受けるためには、各団体が個別に商標登録出願をするのではなく、すべての団体の共有名義による1つの商標登録出願をすることが必要であるとするのが特許庁の見解である。

### 地域団体商標の商標権の性質
上記の地域団体商標の要件を満たす場合、登録を受けようとする商標が商標法第3条第1項の第3号から第6号までに該当する場合であっても、それを理由として商標登録を拒絶されない（商標法第7条の2第1項）。ただし、地域団体商標の要件を満たさない場合、地域団体商標としての商標登録を拒絶され、また、地域団体商標の要件を満たしても、それ以外の要件を満たさないときは、商標登録を拒絶される（商標法第15条）。
地域団体商標の商標登録を受けた場合に設定される商標権は、原則として通常の商標権と同等の効力を有する（商標法第25条、37条など）。以下には、地域団体商標の商標権に特別な規定を説明する。

#### 地域団体構成員の権利
組合の構成員は、組合から特に許諾を受けなくても、組合の定めるところにより登録商標を使用する権利を有する（商標法第31条の2第1項）。

#### 商標権の譲渡の禁止
地域団体商標の商標権は譲渡できない（商標法第24条の2第4項）。質権は譲り渡すことができない物を目的物とすることができないので、地域団体商標の商標権を質権の目的とすることもできない。ただし、譲渡が禁止されるのみであり、地域団体の合併などに伴う一般承継は可能である。

#### 使用権の設定の制限
地域団体商標の商標権については、専用使用権を設定できない（商標法第30条第1項但書）。専用使用権の排他的効力は商標権者にも及ぶため（商標法第30条第2項）、排他的効力をもつ専用使用権の設定は、禁止されている商標権の譲渡と同等の効果を生じるからである。
一方、通常使用権の設定は可能である（商標法第31条第1項反対解釈）。通常使用権は債権的な権利であり、排他性がないため、通常使用権の設定によって商標権者である団体や組合員による商標の使用が制限されることはないからである。現実にも、団体や組合員が商品の生産のみを行い、商品の販売を外部の業者に委託するようなケースにおいては、外部の業者による登録地域団体商標の使用が想定されるから、組合員ではない者に対する通常使用権の設定を可能としておく利益がある。

#### 先使用者の保護
地域団体商標の商標登録出願前から、日本国内において、不正競争の目的でなくその商標を使用していた者は、先使用権を有する（商標法第32条の2第1項）。先使用権を有する者は、商標権者に無断で登録地域団体商標を使用しても、商標権の侵害は成立しない。ただし、商標権者は、先用権者に混同防止表示を請求できる（商標法第32条の2第2項）。
通常の商標権に対する先使用権（商標法32条1項）とは異なり、地域団体商標の商標権に対する先使用権の発生には、商標登録出願時における使用商標の周知性は必要とされない（商標法32条第1項）。これは、団体に属さない者が現にその商標を使用して事業活動を行っていた場合に、その商標が後発的に使用できなくなれば、商標権者と第三者の衡平を失すると考えられることによる。

#### 登録異議の申立て理由および登録の無効理由
もし、地域団体商標の要件を満たさないにもかかわらず登録を受けた場合、地域団体商標の要件を満たさないことは登録異議の申立て理由および登録の無効理由となる（商標法第43条の2、第46条第1項）。ただし、商標が需要者の間に広く認識されていないにもかかわらず登録を受けてから5年が経過した後、その商標が需要者の間に広く認識されるようになっていたときには、除斥期間の適用により、出願時に商標が需要者の間に広く認識されていなかったことを理由とした商標登録無効審判を請求できない（商標法第47条第2項）。
また、組合が組織変更により組合でなくなったこと、商標が需要者の間に広く認識されなくなった（周知性を失った）ことは無効理由となる（商標法第46条第1項）。無効理由となるにすぎないため、第三者によって無効審判請求がされて商標登録が無効となるまでは、形式的には商標権が存続する。ただし、いったん商標登録が無効となると、商標権消滅の効果は、組織変更時や、周知性を失った時に遡及する（商標法46条の2第1項但し書）。